# Alte Oper

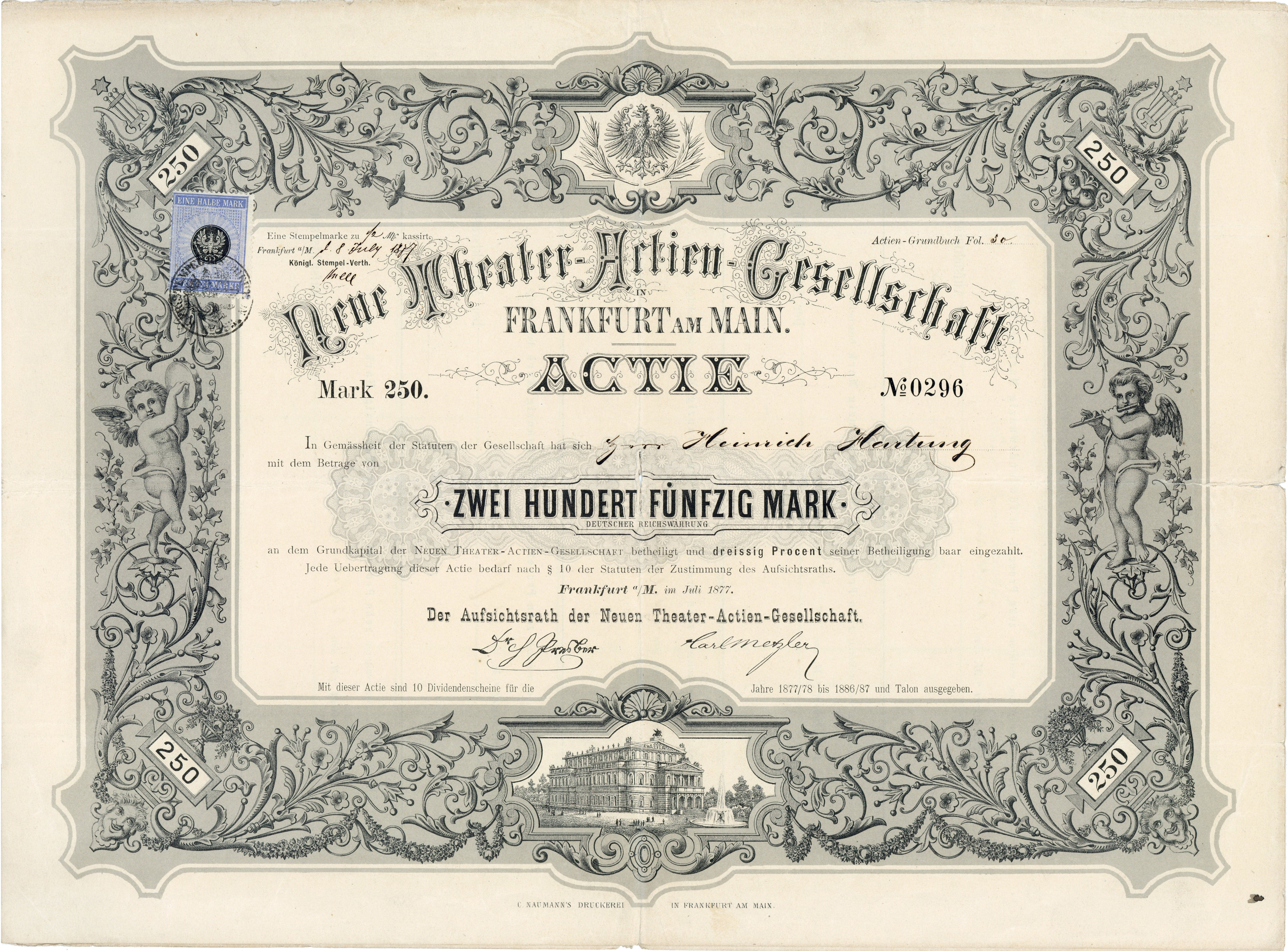
Stichtingsaandeel van de Neue Theater-Aktiengesellschaft in Frankfurt a.M. voor 250 mark, uitgegeven in juli 1877. De overdracht van de Opera en het theater speelhuis aan de maatschappij was gebaseerd op het op 21 februari 1877 met de stad Frankfurt a.M. gesloten contract, dat pas in 1929 na zes verlengingen afliep.

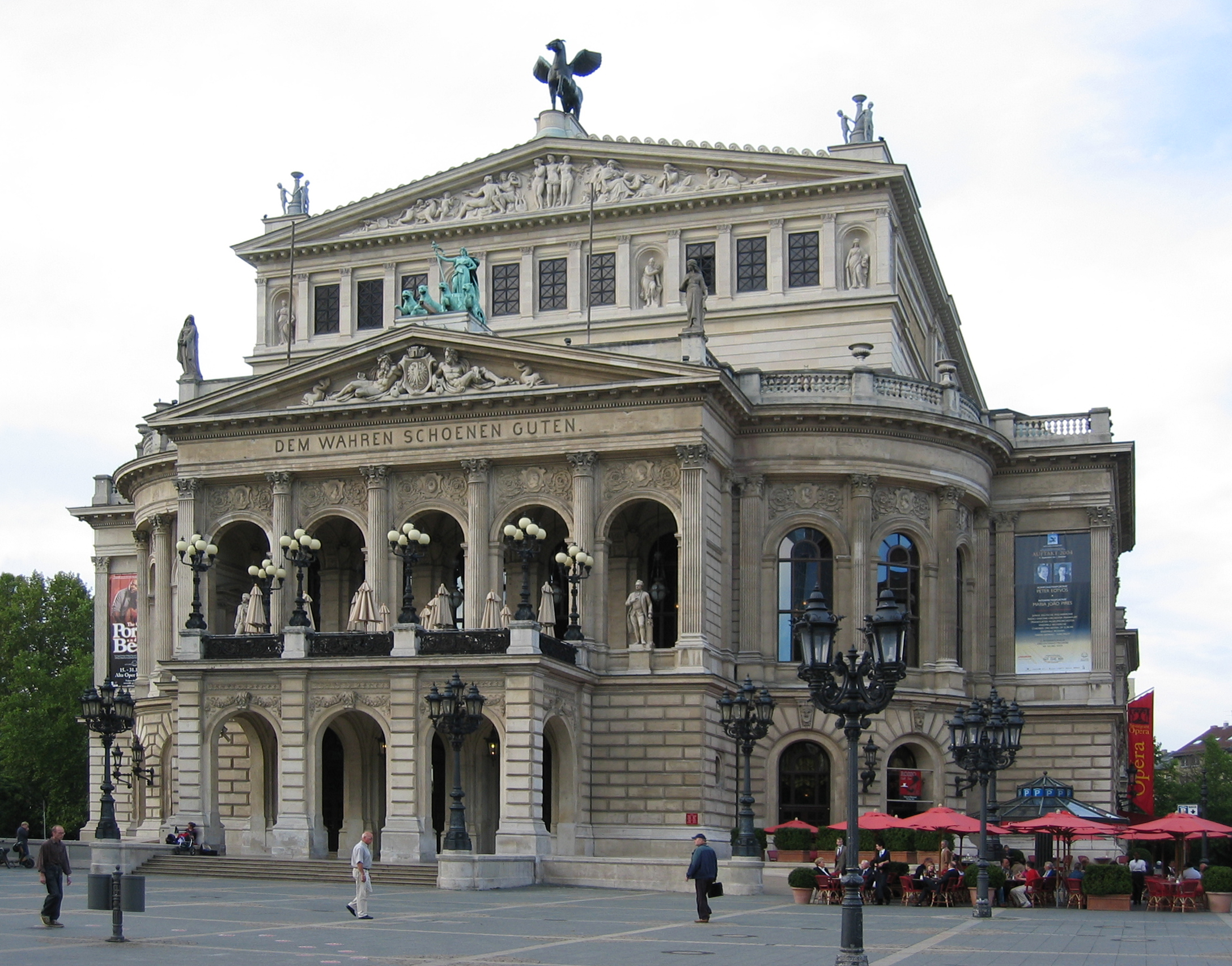

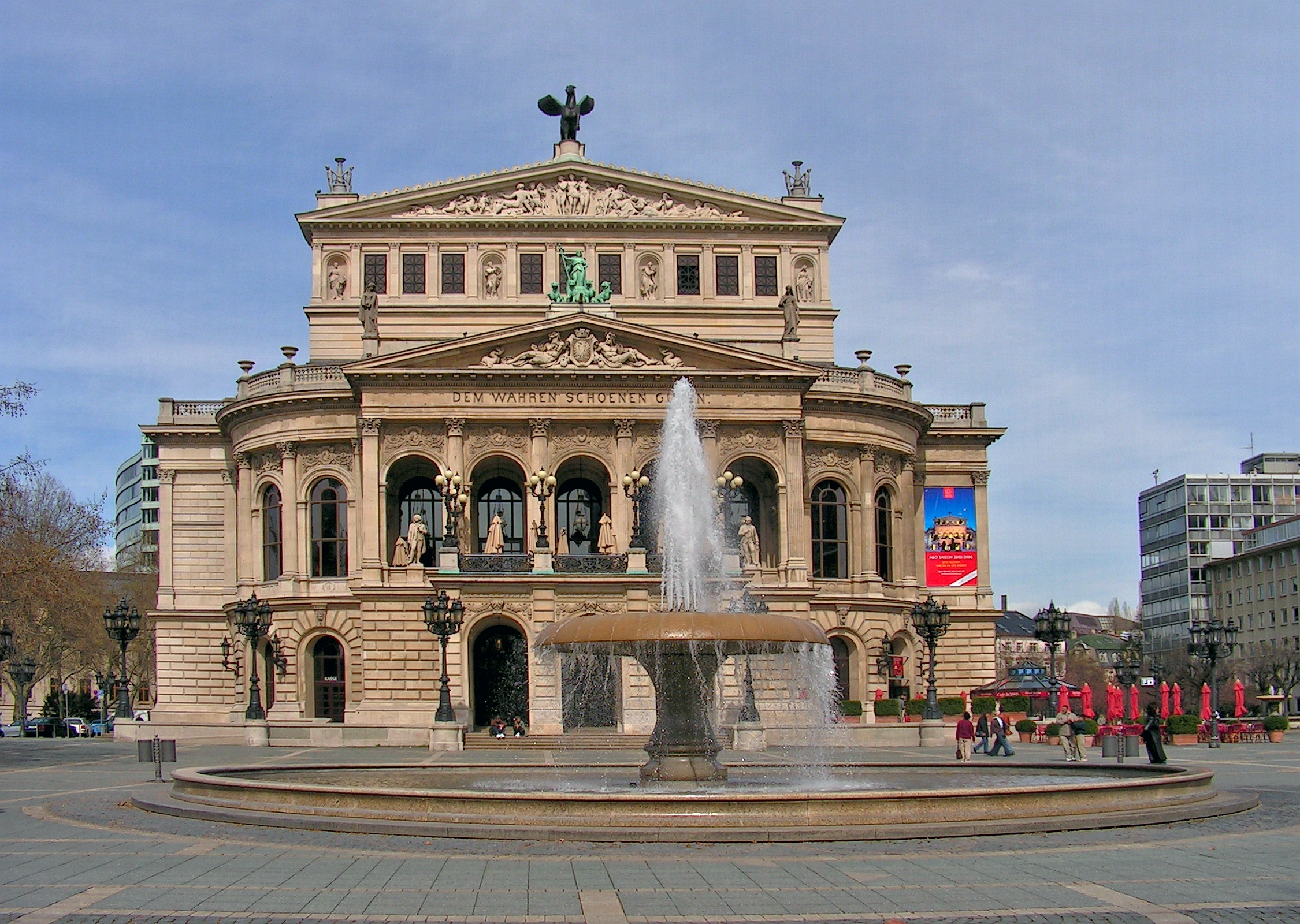
Alte Oper (reconstructie tot 1981)

De Alte Oper is een voormalig operagebouw in Frankfurt am Main dat in gebruik is als concertzaal. Het operahuis werd gebouwd in neorenaissancestijl in 1877-1880. Het was het toneel van vele premières, onder meer van de Carmina Burana van Carl Orff (1937). In maart 1944 werd het grotendeels vernield bij een luchtbombardement. In 1953 kwam een actiecomité tot stand tot herbouw van de Alte Oper. Nadat er door burgers en met rijkssubsidies 15 miljoen mark bijeen was gebracht kon het gebouw worden gerestaureerd. Omdat de Frankfurter operagezelschappen al in 1951 in een nieuw operagebouw waren getrokken, de Oper Frankfurt, werd de Alte Oper van meet af aan louter gebruikt voor concerten en andere manifestaties, niet meer voor opera's.
De grote zaal van het gebouw heeft 2500 plaatsen. Voor kamermuziek wordt de Mozart-Saal gebruikt, die 700 zitplaatsen heeft. Daarnaast is er nog een aantal kleinere zalen die voor congressen worden gebruikt.